# Al-Hadżar

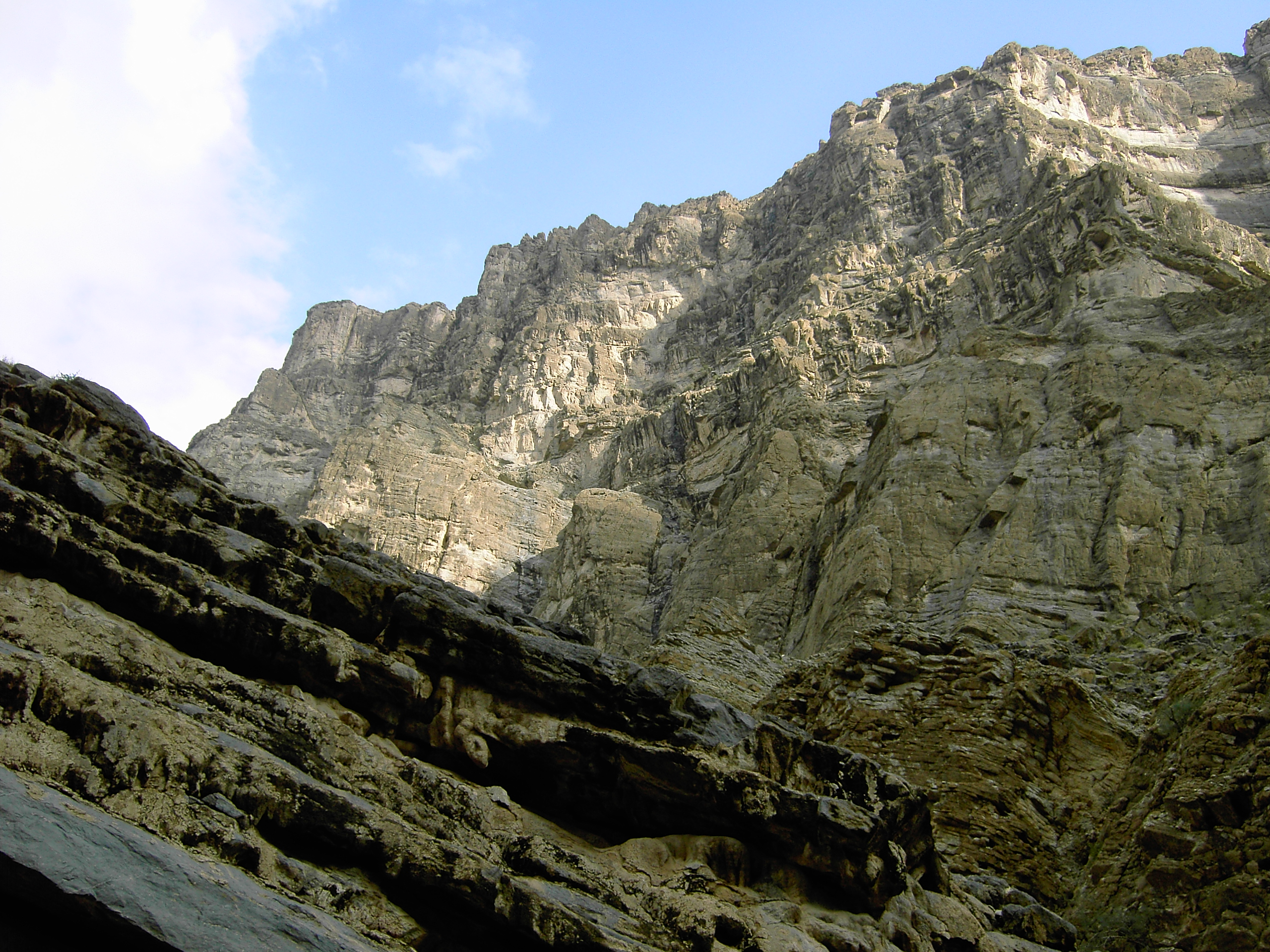
Al-Hadżar

Al-Hadżar (arab. جبال الحجر, trb. Al-Hadżar, trl. Al-Ḩajar) – góry na Półwyspie Arabskim, w jego południowo-wschodniej części, ciągną się przez ok. 480 km wzdłuż Zatoki Omańskiej – w oddaleniu o 50–100 km od wybrzeża. Łańcuch górski Al-Hadżar znajduje się na terytoriach państw Omanu i częściowo Zjednoczonych Emiratów Arabskich.

## Geografia
Góry Al-Hadżar na północy tworzą półwysep Musandam, następnie północne ich pasmo – Al-Hadżar al-Gharbi biegnie stopniowo na południowy wschód, wzdłuż wybrzeża Zatoki Omańskiej. Środkowe pasmo – Al-Dżabal al-Achdar, jest najwyższym fragmentem gór Al-Hadżar, z kulminacją Dżabal Szams sięgającą powyżej 3000 m n.p.m. (jest to najwyższy szczyt Omanu i wschodniej Arabii). Południowe pasmo – Al-Hadżar asz-Szarki, skręca nieco bardziej na wschód i biegnie nieco bliżej wybrzeża, docierając do Morza Arabskiego.

## Roślinność
Sawanny z akacjami, przechodząca w półpustynie.

## Gospodarka
Hodowla kóz, owiec i wielbłądów, uprawa zbóż i warzyw.